# Bob Stork
Wilhelm Arent (Bob) Stork (Zwolle, 13 september 1893 – Groningen, 25 juni 1962) was een Nederlands politicus.
Hij werd geboren als zoon van Bonne Herman Wilhelm Hendrik Stork (1863-1948; klerk bij de posterijen) en Jansjen Wesselina Linthorst (1864-1925). Hij heeft de hbs gedaan en vertrok rond 1913 naar Nederlands-Indië. Daar heeft hij als planter en/of administrateur gewerkt bij de Deli Batavia Tabaksmaatschappij. Na slechte oogsten keerde hij in 1932 terug naar Nederland alwaar hij als volontair ervaring opdeed bij de gemeentesecretarie van Bennebroek. In 1936 werd Stork benoemd tot burgemeester van Dwingeloo. Eind 1941 volgde ontslag waarna hij door de Duitse bezetters geïnterneerd werd als gijzelaar. In de periode rond Dolle Dinsdag kwam hij vrij en keerde hij terug naar Drenthe. Kort daarop besloot hij om onder te duiken. Na de bevrijding in april 1945 werd hij weer de burgemeester van Dwingeloo. In oktober 1958 ging Stork met pensioen en hij verhuisde naar de stad Groningen. Hij overleed daar in 1962 op 68-jarige leeftijd.
Zijn echtgenote Daisy Stork-van der Kuyl deed wetenschappelijk onderzoek en is in 1952 gepromoveerd tot doctor in de letteren en wijsbegeerte op het proefschrift 'De Drentse boerin. Haar plaats in de samenleving'.